# Kakhovka
Kakhovka (em ucraniano:  Каховка, em russo:  Кахо́вка) é uma cidade da Ucrânia, situada no Oblast de Kherson. Tem 8,3 km² de área e sua população em 2020 foi estimada em 35.795 habitantes.